# 古斯尼揚卡河
古斯尼揚卡河（烏克蘭語：Гуснянка），是烏克蘭的河流，位於該國西部，屬於斯特雷河的左支流，發源自上古斯涅西南面，流經利沃夫州，河道全長13公里，流域面積57.3平方公里。